# O Dia
O Dia é um jornal diário publicado na cidade do Rio de Janeiro, no Brasil. Seu preço em banca é R$ 2,00 (segunda-feira a sábado) e R$ 4,00 (domingo).

## História
O jornal foi fundado em 5 de junho de 1951 pelo então deputado Chagas Freitas, futuro governador dos estados da Guanabara e do Rio de Janeiro.
Chagas utilizava o equipamento gráfico do vespertino A Notícia (de propriedade do ex-governador paulista Ademar de Barros) para rodar o jornal. Chagas era sócio e aliado político de Ademar na época.
Na ocasião do Golpe de Estado no Brasil em 1964, o jornal publicou reportagem publicada em 2 de abril daquele ano, em que afirmava:
| “ | A população de Copacabana saiu às ruas, em verdadeiro carnaval, saudando as tropas do Exército. Chuvas de papéis picados caíam das janelas dos edifícios enquanto o povo dava vazão, nas ruas, ao seu contentamento | ” |

Em 1983, O Dia foi comprado pelo jornalista e empresário Ary Carvalho. Inicialmente um veículo de forte apelo popular, voltado para notícias policiais e de violência, o jornal passou por ampla reforma no início da década de 1990, com a intenção de competir por leitores com os mais tradicionais.
Com o falecimento de Ary Carvalho em 2003, a propriedade da empresa foi divida entre suas três filhas: Ariane, Gigi e Eliane de Carvalho.
Em 2005, Ariane deixou a sociedade para fundar o jornal Q!, levando junto a rádio MPB FM.
Nesta altura, a Editora O Dia incluia ainda o jornal Meia Hora, o portal O Dia Online, a TV O Dia e a rádio FM O Dia, além de uma agência de notícias e do Instituto Ary Carvalho. Em abril de 2010 a Editora O Dia vendeu parte do seu capital para a EJESA, Empresa Jornalística Econômico SA, que publica o Brasil Econômico, por US$ 75 milhões.
Já com a EJESA, a Editora O Dia lança o desportivo MarcaCampeão - em parceria com o jornal líder espanhol Marca. Em 2019 o jornal ganhou um processo que o presidente Jair Bolsonaro movia contra o jornal.
Nas eleições de 2018 o jornal publicou uma sátira, onde a cabeça do presidente Jair Bolsonaro é inserida em uma suástica (que é associada ao Nazismo) com a indagação: "e ninguém vai dizer nada?" Bolsonaro entrou com um processo contra o jornal. A relatora do processo deu causa ganha para o jornal, argumentando que o presidente não se ofendeu quando circulou sua foto ao lado de uma pessoa fantasiada com o que parece ser Adolf Hitler.

## Cadernos

### Caderno D
Em meados de 1988, o jornal O Dia apresentou um novo tipo de caderno: o Caderno D, que atualmente é conhecido como O Dia D. O caderno trazia diariamente guias da programação televisiva, piadas, jogo de erros e palavras cruzadas, e também tiras de quadrinhos diárias. As primeiras tiras deste caderno foram:
- Pelezinho: Um personagem do desenhista Maurício de Sousa, que representava o Rei Pelé em sua juventude. Essa série de tiras foi cancelada em 1990, dando lugar a outras. Pelezinho teve suas revistas nos anos 70 e 80 (canceladas em 1987), mas é atualmente um personagem esquecido.
- Vereda Tropical: Uma série de tiras realizadas pelo desenhista Nani, que satiriza a situação político-social cotidiana do Brasil. Os personagens principais são: Veizim, um velho índio amarelo de cabelos brancos; Turuna, um índio de pele alaranjada e cabelos pretos; e Fernandias, um personagem há alguns anos esquecido nessa tira, e que é uma paródia de Fernão Dias. Esta série de tiras é a única que estreou junto com o Caderno D e permanece até hoje no mesmo.
- Dr. Baixada: Uma série de tiras, (hoje já esquecida) realizada pelo desenhista Luscar. Apresentava um personagem chamado Dr. Baixada, um homem baixo, vestido com um chapéu preto, óculos escuros e roupas pretas, que talvez fosse uma paródia do famoso Tenório Cavalcanti. Também retratava situações político-socias  cotidianas brasileiras como Vereda Tropical, mas não durou muito tempo, sendo cancelada em 1990.
- Fujoão: Uma série de tiras realizada pelo cartunista Nivaldo, que esteve presente no Caderno D do início até 1990.

### Design de notícias
Já pelo lado visual, o "Caderno D" sempre foi pioneiro e suas capas são referência no cenário do design de notícias brasileiro. A criatividade e a ousadia são características do caderno diário.

## Empresas do Grupo
Televisão
- TV O Dia

Rádio
- FM O Dia

Impresso
- O Dia
- Meia Hora

Antigas empresas
- MPB FM
- O Dia Music

## Prêmios

### Prêmio ExxonMobil de Jornalismo(Esso), Prêmio Tim Lopes e Embratel/Claro
- 1991: Esso Regional Sudeste, concedido a Alexandre Medeiros, pela série "Fome na Baixada"
- 1996: Esso Regional Sudeste, concedido a João Antônio Barros, pela obra "Os 162 Carelis da Polícia"[4]
- 1997: Esso Regional Sudeste concedido a Albeniza Garcia e Equipe, pela obra "Infância a Serviço do Crime"[5]
- 1998: Esso de Criação Gráfica, na categoria jornal, concedido a André Hippertt e Renata Maneschy, pela obra "Infância Perdida"[6]
- 1999: Esso de Criação Gráfica, na categoria jornal, concedido a André Hippertt e Renata Maneschy, pela obra "O Ppreço da Liberdade"[7]
- 2002: Esso de Reportagem, concedido a Sérgio Ramalho, pela reportagem "Morto Sob Custódia"[8]
- 2003: Esso Regional Sudeste, concedido a João Antônio Barros, Bartolomeu Brito e Márcia Brasil, pela reportagem "Crime Sobre Rodas"[9]
- 2004: Esso de Fotografia, concedido Carlos Moraes, pela reportagem "Ataque a Helicóptero: Reação, Fuga e Execução"[10]
- 2005: Esso Regional Sudeste, concedido a Pedro Landim, Fábio Varsano, Sérgio Ramalho, Aluizio Freire e Equipe, pela reportagem "Chacina"[11]
- 2006: Esso Regional 3, concedido a Mônica Pereira e equipe, pela reportagem "Venda de Cadastros de Aposentados"[12]
- 2008: Esso Especial de Primeira Página, concedido a Alexandre Freeland, André Hippertt, Breno Girafa, Ana Miguez e Luisa Bousada, pela reportagem "Cientistas Brasileiros Fazem Alerta: Mais Terremotos Vêm Aí"[13]

- 2009: Esso Especial de Primeira Página, concedido a André Hippertt, Karla Prado e Alexandre Freeland, pela reportagem "A Faixa Preta Hoje é de Luto"[14]
- 2010: Esso de Fotografia, concedido a Alexandre Vieira, pela obra "Faroeste Carioca"[15]
- 2013: Prêmio Tim Lopes de Jornalismo Investigativo, concedido a Alexandre Medeiros, com a série "A seca tem rosto, nome e sobrenome"
- 2014: Prêmio Embratel/Claro, categoria Reportagem, concedido à equipe do Jornal O Dia pela série "50 anos do golpe militar"

### Prêmio Vladimir Herzog
Prêmio Vladimir Herzog de Jornal
| Ano  | Obra                      | Veículo de mídia | Autor                 | Resultado |
| ---- | ------------------------- | ---------------- | --------------------- | --------- |
| 2002 | "Quando a vida tem preço" | O Dia            | Sérgio Ramalho Araújo | Venceu    |

Menção Honrosa do Prêmio Vladimir Herzog por Jornal
| Ano  | Obra                               | Veículo de mídia              | Autor            | Resultado |
| ---- | ---------------------------------- | ----------------------------- | ---------------- | --------- |
| 2014 | 'As Confissões do Coronel Malhães" | Jornal O Dia – Rio de Janeiro | Juliana Dal Piva | Venceu    |

Outros
- 2012: ganhou o prêmio "Excelência Jornalística" na categoria Cobertura Noticiosa da  Sociedade Interamericana de Imprensa (SIP) pela série de reportagens sobre a pacificação da Rocinha (2011)[18]